# عدنان سلجوق مزراقلي
عدنان سلجوق مزراقلي (ولد في سيفريك، عام 1963) هو سياسي كردي من حزب الشعوب الديمقراطي وعضو سابق في البرلمان التركي ورئيس بلدية ديار بكر.

## السيرة الشخصية
انتقلت عائلته عندما كان يبلغ من العمر ثلاث سنوات، إلى إسكي شهر بسبب عمل والده. التحق بالمدرسة الابتدائية والثانوية في إسكي شهر. بعد الانتهاء من دراسته في كلية الطب، بدأ العمل كطبيب في ديار بكر عام 1991. كما عمل جراحًا وشارك في الغرفة الطبية. لقد كان نشطًا في مؤتمر المجتمع الديمقراطي منذ عام 2000. في الانتخابات العامة التي أجريت في 24 يونيو 2018، تم انتخابه لتمثيل ديار بكر نائبًا. في الانتخابات البلدية التي أجريت في 31 مارس 2019 انتخب رئيسًا لبلدية ديار بكر بنسبة 62.93% من الأصوات. لقد اشتهر بين صفوف المعارضة عندما أعلن عن جناح فاخر في بلدية ديار بكر تم بناؤه قبل توليه منصبه. وبسبب الضغط السياسي، تم فصله من منصب عمدة ديار بكر في 19 أغسطس 2019. احتج سكان ديار بكر لأسابيع على هذا القرار.

## الملاحقة القانونية
اعتُقل مزراقلي في 21 أكتوبر 2019 واتُهم بالانتماء إلى منظمة إرهابية. عقدت جلسة محاكمة ثانية في فبراير 2020، وهو واحد من 23 رئيس بلدية منتخبين محتجزين حاليًا في تركيا متهمين لصلاتهم بحزب العمال الكردستاني المحظور. زعم الإدعاء أن مزراقلي حضر جنازات أعضاء حزب العمال الكردستاني. ذكرت هيومن رايتس ووتش أن «الأدلة في لائحة الاتهام ضده لا تدعم تهمة تورطه في الإرهاب أو ارتكاب جرائم». في 9 مارس 2020، حُكم عليه بالسجن 9 سنوات و4 أشهر لعضويته في منظمة إرهابية.